# World Tibet News
Pour les articles homonymes, voir WTN.
World Tibet News (WTN), aussi World Tibet Network News, en français Actualités Tibet, initialement appelé « Canada Tibet News Network » (CanTibNet, CTN), est un site d'actualité basé à Montréal créé en 1992 par Thubten Samdup et l'association Comité Canada Tibet.
Le site publie des informations quotidiennes sur le Tibet et les Tibétains en exil en anglais depuis le 28 novembre 1992 et en français depuis le 26 novembre 2007. Ses archives comportent 8 000 articles, en faisant un outil de recherche pour les tibétologues et spécialistes du Tibet.

## Histoire

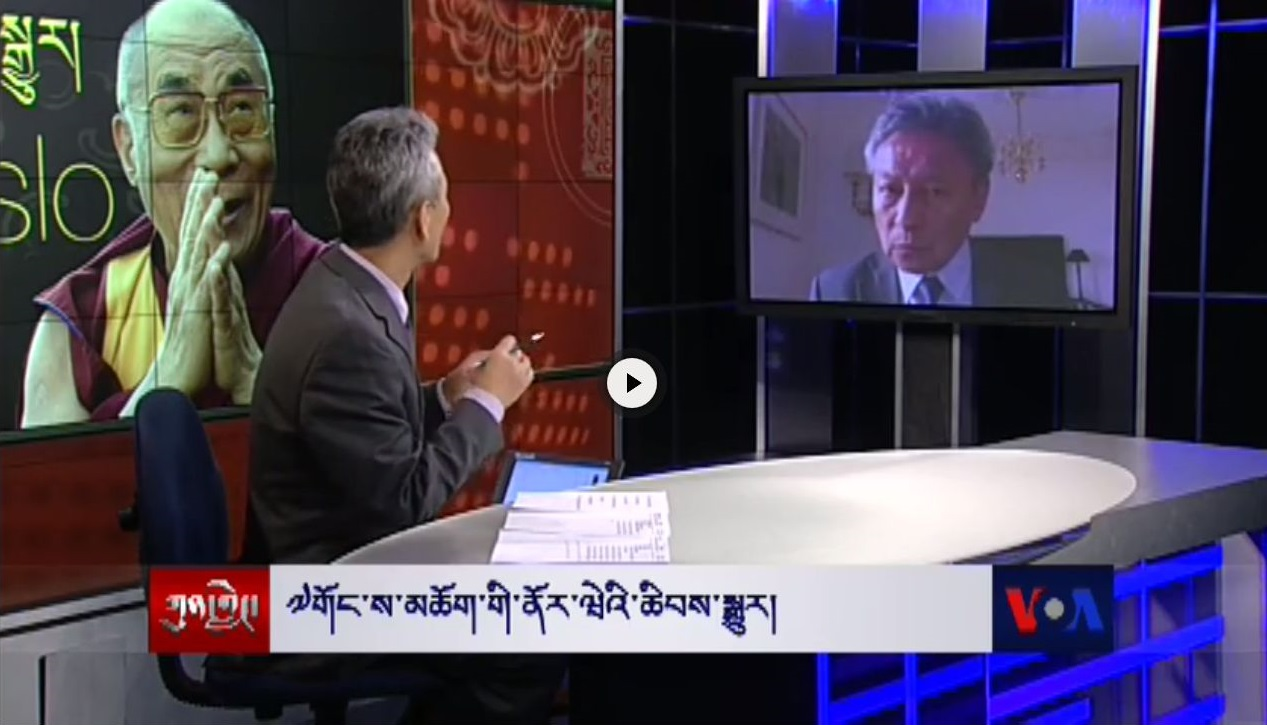
Thubten Samdup, cofondateur de World Tibet News, interviewé par Voice of America en 2014.

La communauté tibétaine au Canada soutint les Tibétains en Inde, au Népal et au Tibet par le Comité Canada Tibet, une association fondée en 1987. Avec cette association qu'il a cofondée, Thubten Samdup et trois autres rédacteurs (Brian J. Given, Nima Dorjee et Conrad Richter) créèrent en 1992 un site internet d'information basé à Montréal dans le but de mettre en relation les Tibétains et les associations canadiennes de soutien au Tibet,. Son but est alors de sensibiliser le public canadien aux questions concernant le Tibet ainsi que les pratiquants du bouddhisme tibétain, tant les convertis que les immigrants au Canada venant du Tibet et de l'Inde pour leur permettre d'obtenir des informations et développer des réseaux sociaux dans leurs communautés. 
Ce site, qui s'appela « Canada Tibet News Network » ou « CanTibNet » (CTN) initialement, reçut en 1993 une subvention de 15 000 $ du Centre international des droits de la personne et du développement démocratique pour inclure des Tibétains vivant en Inde et fut rapidement utilisé et valorisé par nombre de Tibétains et amis du Tibet en dehors du Canada. Aussi a-t-il été renommé « World Tibet Network » le 8 avril 1994. 
En 1999, le service atteint plus de quarante pays. Trois de ses cinq rédacteurs sont tibétains. 
De nos jours, WTN compte parmi les réseaux encore actifs et informe les Tibétains et leurs amis dans le monde entier au sujet du Tibet et des Tibétains en exil.

## Contenu
Le site propose un service d'annonces gratuit et envoie régulièrement sa lettre d'information sur les questions tibétaines extraites de sources mondiales, dont l'organisme de recherche et d'information sur le Tibet Tibet Information Network, ainsi que des communiqués de presse, des « alertes pour action urgente » et des informations d'organisations non gouvernementales et gouvernementales comme l'Administration centrale tibétaine et de différents groupes de soutien au Tibet. 
Des textes publiés par des Tibétains en exil ou leurs sympathisants dans WTN font partie des sources exploitées par le tibétologue américain Melvyn C. Goldstein pour son livre The Snow Lion and the Dragon publié en 1997. D'autres tibétologues et spécialistes du Tibet citent WTN comme source,,.
Le poète Tsoltim Ngima Shakabpa publie régulièrement des poèmes dans WTN.
Le Comité des 100 pour le Tibet, fondé en 1992 et défendant le droit à l'autodétermination du peuple tibétain utilise WTN pour diffuser des informations sur le Tibet.
Les archives du site, qui remontent jusqu'à 1992, comportent 8 000 articles.

## Ligne éditoriale
Pour l'anthropologue Meg McLagan, WTN a une orientation militante et a joué un rôle important dans plusieurs campagnes, notamment pour la libération de Gendun Rinchen et les campagnes d'opposition à l'élection de Pékin aux Jeux olympiques et au renouvellement de la clause de la nation la plus favorisée par le président Bill Clinton.
Pour le tibétologue Robert Barnett, fondateur de Tibet Information Network qui utilisa WTN, le site n'est pas militant, bien que les informations qu'il fournit puissent être utilisées par des militants, comme par toute personne, y compris des Chinois.

## Influence
Des discussions avec le Comité Canada Tibet qui fonda CanTibNet ont influencé la décision de l'administration centrale tibétaine basée à Dharamsala en Inde, d'initier en novembre 1993 son utilisation d'internet pour sa communication.
Pour Robert Barnett, il est important d'éviter de prêcher des convertis, et l'intérêt de Tibet News réside dans sa lecture par des personnes ne connaissant pas le Tibet.

## Les limites de l'exercice médiatique
En 1996, Meg McLagan indiquait que même si les Tibétains ont pu attirer l'attention des médias par World Tibet News, Tibet Information Network et d'autres conférences liées au Tibet, il n'y a pas eu de conséquence politique au niveau international. Le gouvernement tibétain en exil n'est toujours reconnu par aucun pays et aux Nations unies les Tibétains sont persona non grata, n'ayant pas obtenu le statut d'observateur.
En 2006, l'anthropologue Robert J. Shepherd notait que World Tibet News, comme le Bureau du Tibet à New York et Campagne internationale pour le Tibet, mentionne régulièrement l'UNESCO et le patrimoine mondial à propos de la rénovation urbaine à Lhassa. Cependant, cette composante du mouvement tibétain en exil ne semble pas  reconnaître qu'au-delà de verbaliser ses préoccupations, l'UNESCO a peu ou pas d'influence sur la méthode avec laquelle les autorités chinoises gèrent des sites du patrimoine tibétain, et encore moins que toute discussion ou critique du rôle de l'UNESCO joue en renforçant les revendications chinoises.